# 維拉爾半島

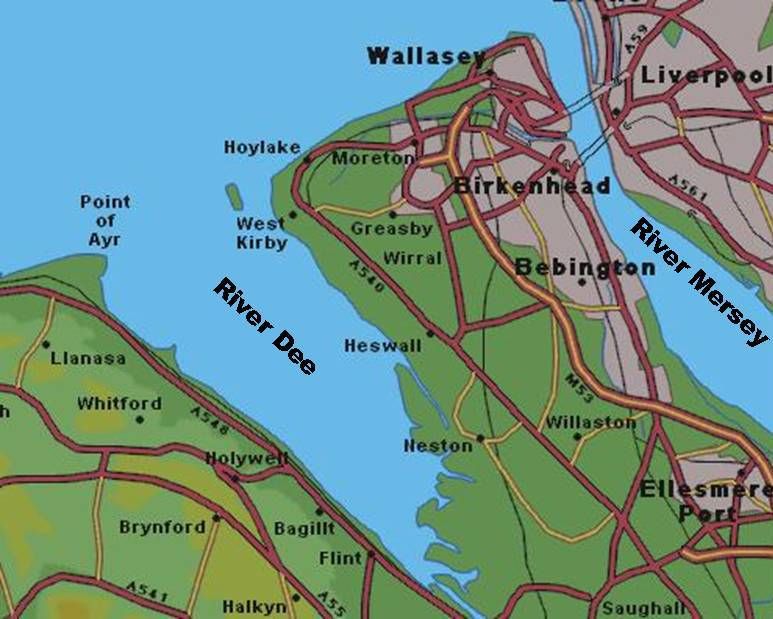
維拉爾半島地圖

維拉爾半島（Wirral Peninsula） 是位於英國英格蘭西北部的一個半島，其西側是迪河，東側是梅西河，北面則是愛爾蘭海。維拉爾半島長約15英里（24），寬約 7英里（11）。在歷史上維拉爾半島曾完全屬於柴郡，但在1972年政區重劃後，維拉爾半島只有南部的三成面積屬於柴郡，其餘部分屬於默西賽德。